# بیماری واگیرا
بیماری واگیرا یا بیماری واگیردار یا بیماری مسری (به انگلیسی: Contagious disease) صورتی از بیماری‌های عفونی است که عامل بیماری‌زا از طریق فیزیکی از بیمار به فرد سالم انتقال می‌یابد.
اهمیت این دسته از بیماری‌ها در آن است که می‌توانند باعث همه‌گیری شوند؛ و می‌توان از عوامل آن به باکتری و ویروس اشاره کرد.